# Edvard Thomsen
Edvard Johan Thomsen (9. januar 1884 i København – 11. april 1980 på Frederiksberg) var en betydningsfuld dansk arkitekt, hvis værker indtager en markant placering i dansk modernisme.
Thomsen blev uddannet fra Kunstakademiets Arkitektskole i 1914 og blev professor samme sted i 1920. Han var desuden sekretær i Den frie Architektforening.
Blandt Thomsens markante værker er Søndermarkens Kapel og Krematorium, Øregaard Gymnasium, Jægersborg Vandtårn samt Otto Mønsted Hallen (nuv. Institut for Idræt, Københavns Universitet), hvor svømmehallen var med oplukkeligt tag. Endelig tegnede han 1930-1931 Lagkagehuset på Christianshavns Torv for Københavns Kommune. Bygningen, der blev opført på Tugt- og Børnehusets grund, var stilsøgende og påvirket af tidens nye modernistiske strømninger, og blev udsat for voldsom kritik i sin samtid. Derudover har Edvard Thomsen tegnet skoler og sammen med en skare andre arkitekter medvirket til Studiebyens opførelse i Gentofte i 1920'erne. Sammen med arkitektkollegaen Frits Schlegel tegnede han masser af huse til dyr i Zoologisk Have, deriblandt Abegrotten.
Han var kommandør af Dannebrogordenen og Dannebrogsmand samt også ridder af Æreslegionen og af den norske Sankt Olavs Orden.
Edvard Thomsens Vej i Ørestad er opkaldt efter ham.
- Øregård Gymnasium, Gentofte (1924)
- Lagkagehuset og nabohus, Christianshavn (1931)
- H.C. Ørsteds Vej 54, Frederiksberg (1939)
- Jægersborg Vandtårn (1955), ombygget 2006